# Estación Yeruá
La Estación Yeruá pertenece al Ferrocarril General Urquiza, en su ramal troncal.
Se encuentra ubicada entre las estaciones General Campos y Yuquerí.El 23 de noviembre de 2003 fue elegida la primera junta de gobierno de Estación Yeruá tras la reforma de la ley n.º 7555, y el 18 de marzo de 2007 la segunda compuesta por 1 presidente, 7 vocales titulares, y 3 vocales suplentes. Fue utilizado el circuito electoral 247-Estación Yeruá, que fue delimitado el 20 de noviembre de 1998, pero abarcando más territorio que el correspondiente a la junta de gobierno. La segunda fue elegida el 23 de octubre de 2011.